# Monique Keraudren-Aymonin
Monique Rose Keraudren-Aymonin (geborene Monique Rose Keraudren; * 8. Dezember 1928 in Camaret-sur-Mer; † 25. Mai 1981 in Paris) war eine französische Botanikerin sowie botanische Illustratorin und Fotografin. Ihr botanisches Autorenkürzel lautet „Keraudren“.

## Leben
Keraudren-Aymonin war das dritte von sechs Kindern von Joseph Marie Keraudren und Rose Emilie Boëzennec. Ihr Vater war Direktor einer Schiffswerft. Sie besuchte zunächst die Gemeindeschule in Cameret, doch nachdem ihre Mutter 1937 starb, musste sie anschließend in die Internate in Quimper und Brest wechseln. Keraudren begeisterte sich früh für Geographie, Naturwissenschaften, Musik und Kunst. Auf Anraten ihres Onkels, eines Kanonikers und Mathematikprofessors, begann Keraudren-Aymonin ein Hochschulstudium und besuchte die Université Catholique de l’Ouest in Angers und anschließend die wissenschaftlichen Fakultäten der Universitäten Rennes und Paris-Sorbonne. Nach acht Zertifikaten schloss sie ihr Hochschulstudium unter der Leitung von Pierre Pruvost ab. 1955 wurde sie von Henri Humbert, den damaligen Lehrstuhlinhaber für Phanerogamie am Muséum national d’histoire naturelle, mit einer Arbeit über Blumenanalyse und botanischen Illustrationen beauftragt. Humbert stellte sie noch im selben Jahr als Assistentin in seiner Abteilung ein. Nach zwei Forschungsaufenthalten in Madagaskar in den Jahren 1960 und 1962, wurde sie 1966 mit der Dissertation Recherches sur les Cucurbitacées de Madagascar zum Doktor der Naturwissenschaften an der École Normale Supérieure promoviert. Später setzte sie ihre Arbeit am Lehrstuhl für Phanerogamie fort und wurde 1971 zur stellvertretenden Direktorin des Muséum national d’histoire naturelle ernannt.
Keraudren-Aymonins Forschungsschwerpunkt galt der Systematik, der Phytogeographie, der Biologie und der Ökologie der madagassischen Flora. Sie war auf die Kürbisgewächse (Cucurbitaceae) der Insel spezialisiert, beschäftigte sich aber auch mit anderen Pflanzenfamilien wie den Annonengewächsen (Annonaceae) und den Schiefblattgewächsen (Begoniaceae). Keraudren-Aymonins Bibliographie umfasst über 100 Publikationen, darunter Le Carporama de L. M. A. de Robillard d'Argentelle (1979, mit der Illustratorin Jacqueline Saussotte-Guérel) über Wachsmodelle von mauritischen Früchten, die Louis Robillard d’Argentelle im 19. Jahrhundert anfertigte, Recherches sur les Cucurbitacées de Madagascar (1966), Types biologiques et types de succulence chez quelques végétaux des fourrés du sud-ouest de Madagascar (1966), Les Flores sèches de l’Ancien Monde (1966) und Cucurbitacées (1967). Außerdem wirkte sie maßgeblich an der Reihe Flore de Madagascar et des Comores: plantes vasculaires von Henri Humbert und Jean-François Leroy mit, wo sie sieben Monographien veröffentlichte.
Keraudren-Aymonin war mit dem Botaniker Gérard-Guy Aymonin (1934–2014) verheiratet.

## Dedikationsnamen
Nach Keraudren-Aymonin sind die Arten Polyalthia keraudreniae Le Thomas & G.E.Schatz, Stapelianthus keraudreniae Bosser & Morat, Begonia keraudreniae Bosser, Ipomoea keraudreniae Deroin sowie die Gattung Keraymonia Farille benannt.